# Гуцал Андрій Дмитрович
Андрі́й Дми́трович Гу́цал (1978—2024) — майор Державної прикордонної служби України, учасник російсько-української війни. Герой України (2025, посмертно).

## Життєпис
Народився 4 лютого 1978 року в Києві. 
У липні 2023 року приєднався до лав 3-го прикордонного загону Державної прикордонної служби України. У серпні — вересні 2023 року проходив підготовку в Великобританії. 
25 лютого 2024 року під час штурму керував під ворожим вогнем евакуацією поранених, допомагаючи оборонцям відбити атаку. Зазнавши поранення, відмовився залишити позицію та повернувся, щоб завершити евакуацію. Під час відходу потрапив під обстріл і був важко поранений. Коли БМП прямувала до стабпункту, у неї влучила ракета, унаслідок чого всі, хто був усередині, загинули..

## Нагороди
- звання Герой України з удостоєнням ордена «Золота Зірка» (26 лютого 2025, посмертно) — за особисту мужність і героїзм, виявлені у захисті державного суверенітету та територіальної цілісності України, самовіддане служіння Українському народові[3].